# إلمر مونتويا
إلمر مونتويا (بالإسبانية: Elmer Montoya)‏ (8 ديسمبر 1977 بهندوراس - ) هو مدرب كرة قدم ولاعب كرة قدم هندوراسي في مركز الدفاع، شارك في الألعاب الأولمبية الصيفية 2000. وشارك مع منتخب هندوراس تحت 20 سنة لكرة القدم ومنتخب هندوراس تحت 23 سنة لكرة القدم. أما مع النوادي، فقد لعب مع نادي موتاجوا ‏ وPumas UNAH ‏.

## وصلات خارجية
- إلمر مونتويا على موقع الاتحاد الدولي (مؤرشف)  (الإنجليزية)
- إلمر مونتويا على موقع قاعدة بيانات كرة القدم.إي يو (الإنجليزية)
- إلمر مونتويا على موقع عالم كرة القدم.نت (الإنجليزية)
- إلمر مونتويا على موقع أوليمبيديا (الإنجليزية)